# 东平高级中学
东平高级中学，是中华人民共和国山东省泰安市东平县的一所普通高中，位于东平县城龙山大街010号。
其前身为建立于1978年的后屯中学，东平县三所公立高中之一。
该校为省级规范化学校，自主招生500强学校，东平县四所高中之一。